# ハワイ・クレオール英語
ハワイ・クレオール英語、ハワイ・ピジン英語（英: Hawaiian Creole English, Hawaiian Pidgin English, Hawaiʻi Creole）はハワイで話される英語をベースとしたクレオール言語である。英語とハワイ語はともにハワイ州の公用語であるが
、ハワイ・クレオール英語はカジュアルな日常会話において用いられる。ハワイ語ではハワイ・クレオール英語は"ʻōlelo paʻi ʻai"（英:pounding-taro languageの意）と呼ばれる。
ハワイ・ピジン英語ともいうもののピジン言語ではなく母語として定着した完全なクレオール言語である。しかし、ハワイの複数の民族の間で発達したピジン言語がその始まりである。

## 概要
ハワイ・クレオール英語は19世紀後半にから移住してきた移民の間でコミュニケーションの手段として用いられたピジン英語から発展した言語である。ハワイにはハワイ語を母語とする原住民の他、英語を話すアメリカ本土からの人々や、中国語、日本語、ポルトガル語 、スペイン語、琉球語、朝鮮語、タガログ語などを母語とする移民が存在した。農場やプランテーション農場での意思疎通を図るためにピジン英語が発生したと考えられる。

## 文法

### 基本的な文法
存在動詞は省略する。
- Mai sista skinny .　訳:私の姉はやせている。

場所を表すときはste(stay)、「ある」を表すときはthereの代わりにget、「あった」を表すときはhaedが用いられる。
- Day stey in the haus.　訳:彼らは家の中にいる。

- Get de keat.　訳:猫がいる。

### 時制
過去を表すときは動詞の前にwenを置く。
- Yo wen cry.　訳:あなたは泣いた。

未来を表すときは動詞の前にgo,gon,gonaを置く。
- De pipl go mek.　訳:人々は作るだろう。

現在進行していることを表すときは動詞の前にste、または動詞に-ingを接辞する、またはその両方を行う。
- De kaet ste it.
- De keat iting.
- De keat ste iting　すべて訳:猫は食べている。

### 可能
可能を表すときはkaenを動詞の前に置く。
- I kaen it de fish.　訳:私は魚を食べることができる。

### 否定
動詞がない時、natを挿入する。
- Day nat stey in de haus.　訳:彼らは家にいない。

ste,kaenなどがあるときはその前にnoを置く。
- I no kaen it de fish.　訳:私は魚を食べることができない。

nevaは過去形の前に置かれる。
- You neva wen cry.　訳:あなたは泣いていない。

### 日本語の影響
理由を説明する時、「das why」で文を終える。
- He wen sku das why. 訳：彼は学校に行ったからだ・彼は学校に行ったんだから。